# Чистяков, Дмитрий Александрович
Дми́трий Алекса́ндрович Чистяко́в (род. 11 мая 1972, Ижевск) — российский политический деятель, глава города Ижевска (7 сентября 2023 — н. в.).

## Биография
Родился 11 мая 1972 года в Ижевске. Образование — высшее юридическое.
В 1992—1993 годах служил в Вооружённых силах Российской Федерации на территории Приднестровской Молдавской Республики в рядах 14-й армии. Уволился в запас в звании младшего сержанта.
В 1994—2003 годах работал в Удмуртском Республиканском управлении инкассации НБ УР ЦБ РФ в должностях от инкассатора до начальника Ижевского участка инкассации.
С 2003 до 2017 года – в федеральных банках в должностях от начальника отдела до директора филиала.
С 2013 года по 2017 год студент Российской академии народного хозяйства и государственной службы при президенте РФ.
С 2015 по 2017 год депутат Гордумы Ижевска VI созыва. С 2017 года — зам. главы администрации Ижевска по социальной политике.
Член партии «Единая Россия».
Глава Ижевска с 7 сентября 2023 года.